# Erik F. Dahl

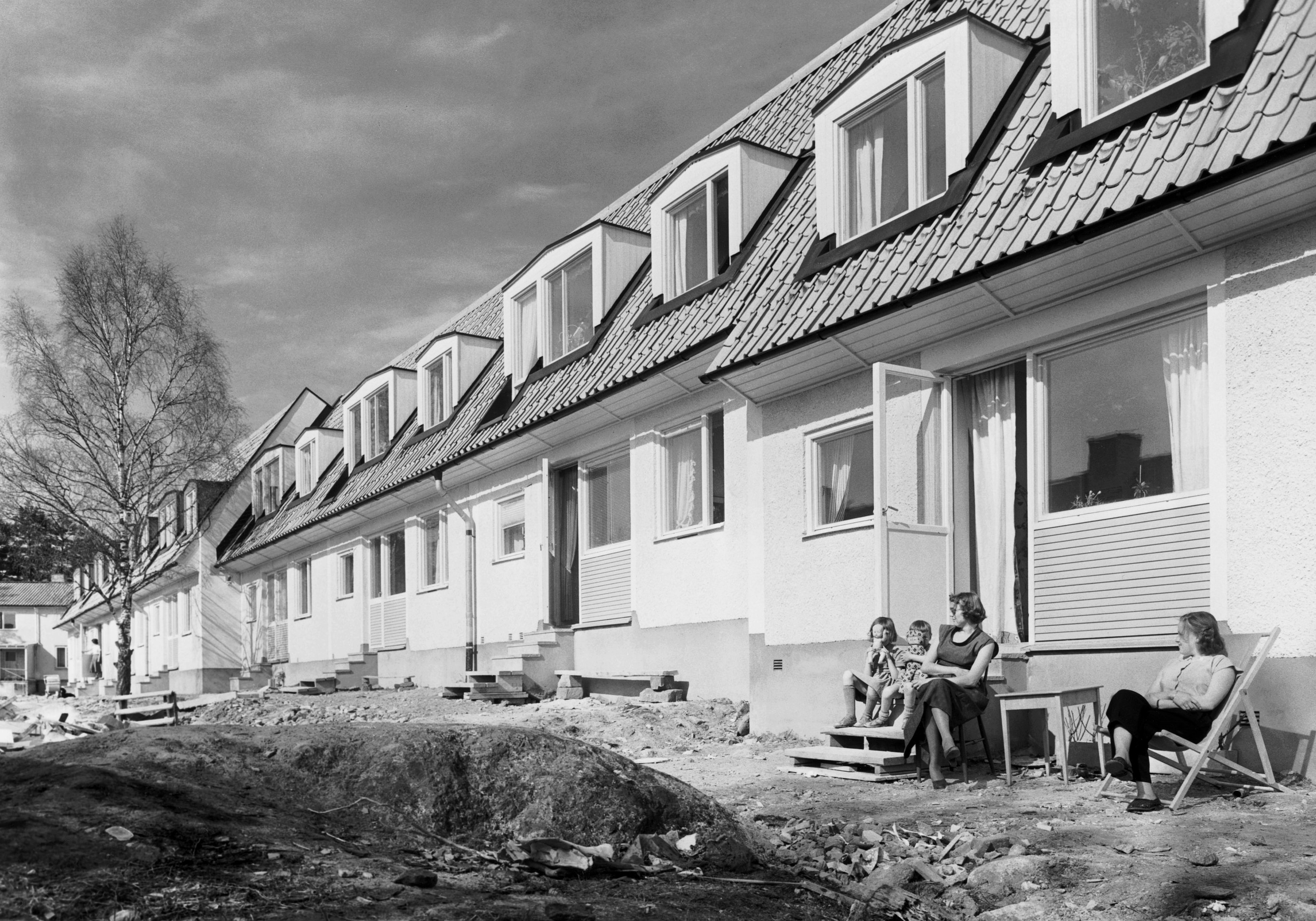
Skönstaholms radhus ritades av Dahl.

Erik Fredrik Dahl, känd som Erik F. Dahl, född 14 februari 1917 i Uppsala, död 13 november 1981 i Norrköping, var en svensk arkitekt. Han var bror till arkitekten Krister Dahl.

## Biografi
Dahl, som var son till häradshövding Emil Dahl och Elisabeth Åmark, avlade studentexamen 1935 och utexaminerades från Kungliga Tekniska högskolan 1941. Han var anställd i olika firmor 1942–1947, vid Byggnadsstyrelsen 1948, vid fastighetskontoret i Stockholm 1949, vid Bostadsstyrelsens tekniska byrå 1953 och bedrev konsulterande arkitektverksamhet tillsammans med Arne Strömdahl i Norrköping och Malmö från 1954. 

## Verk i urval

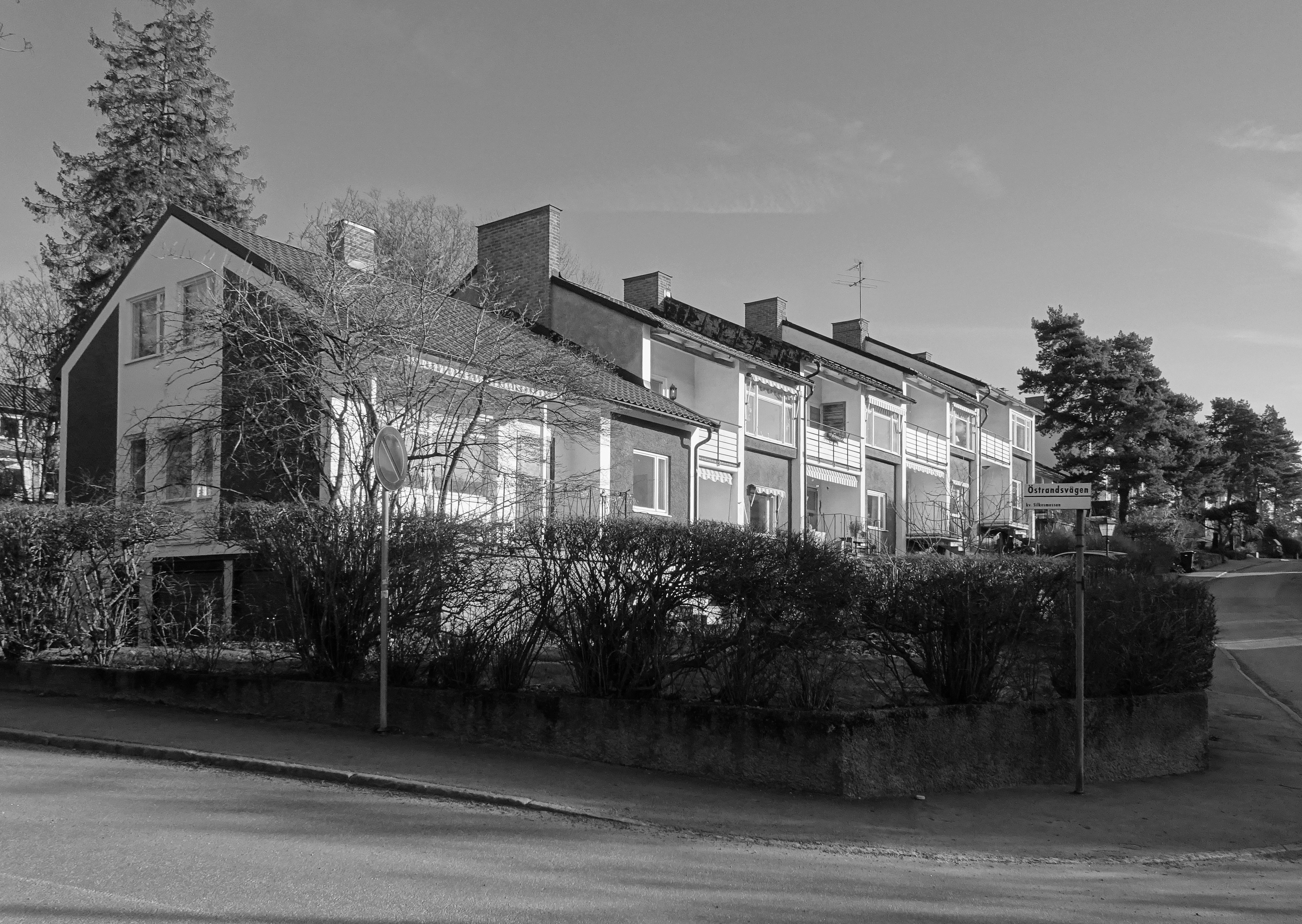
Vivstavarvsvägens radhusområde.

- Bostadsområdet Skönstaholm i Stockholm (1949–1952), tillsammans med Nils Sterner.
- Vivstavarvsvägens radhusområde vid Vivstavarvsvägen och Husumsgränd i Stureby (1950–1952).
- Guldkullen i Motala.
- Högre tekniska läroverket och kommunala flickskolan i Norrköping.
- Centrala förvaltningsbyggnaden i Finspång.
- Idrottsanläggningar samt varmbadhus och friluftsbad i Norrköping.